# 何延政
何延政（1965年9月—），男，汉族，四川巴中人，中华人民共和国政治人物。现任四川省人大常委会副主任、农工党四川省委主委。